# Sauldorf
Sauldorf es un municipio alemán perteneciente al distrito de Sigmaringa en el estado federado de Baden-Wurtemberg.